# Petr Šuk
Petr Šuk (* 1973) je český soudce, specialista na oblast práva obchodních korporací a místopředseda Nejvyššího soudu ČR.

## Život
Vystudoval Právnickou fakultu Univerzity Karlovy v Praze. V letech 1996 až 1998 pracoval v advokátních kancelářích specializovaných na obchodněprávní agendu. V justici působí od roku 1998, kdy nastoupil jako justiční čekatel ke Krajskému soudu v Ústí nad Labem. Od roku 2000 byl soudcem Okresního soudu v Liberci a od roku 2002 Krajského soudu v Ústí nad Labem – pobočka v Liberci. Na obchodním úseku se věnoval sporům s cizím prvkem, obchodním korporacím a obchodnímu rejstříku, sporům o nároky plynoucí z průmyslového vlastnictví, z nekalé soutěže a sporům vyvolaným konkursem a vyrovnáním. 
Soudcem Nejvyššího soudu byl jmenován v roce 2008 a předsedou senátu občanskoprávního a obchodního kolegia je od roku 2010. Specializuje se zejména na právo obchodních korporací, dalších právnických osob a svěřenských fondů, právo kapitálového trhu a právo investičních nástrojů. U Nejvyššího soudu je také členem evidenčního senátu a velkého senátu občanskoprávního a obchodního kolegia. Místopředsedou Nejvyššího soudu byl jmenován 17. února 2021 tehdejším prezidentem Milošem Zemanem na funkční období 10 let, ve funkci vystřídal Romana Fialu.
V rámci svého dalšího vzdělávání absolvoval desítky seminářů, konferencí, kurzů převážně z oblasti civilního práva a evropského práva (např. na Europäische Rechtsakademie v Trieru, Escuela Judicial v Madridu, University of Oxford, Lady Margaret Hall v Oxfordu či na Institut Européen d’Administration Publique v Luxemburku). Petr Šuk je autorem či spoluautorem řady odborných publikací, mimo jiné je spoluautorem monografie Právo obchodních společností (2016) a komentáře k zákonu o obchodních korporacích. Jako člen ad hoc legislativních komisí při Ministerstvu spravedlnosti se podílí na tvorbě právních předpisů z oblasti práva obchodních korporací a ostatních právnických osob a z oblasti civilního práva procesního.
Je také členem Evropské soudní sítě pro občanské a obchodní věci a Vnitřní soudní sítě pro občanské a obchodní věci. Dále je lektorem tuzemské Justiční akademie, ale i Justiční akademie Slovenské republiky, dále České advokátní komory a Notářské komory. Podílí se na vzdělávání advokátů, advokátních koncipientů, notářů, notářských koncipientů a kandidátů. Spolupracuje na vzdělávacích aktivitách s právnickými fakultami Univerzity Karlovy v Praze a Masarykovy univerzity v Brně. Kromě toho přednáší mezinárodní právo soukromé a právo obchodních korporací pro řadu institucí v České republice i v zahraničí. Je také zkušebním komisařem Ministerstva spravedlnosti pro justiční zkoušky a zkušebním komisařem České advokátní komory pro advokátní zkoušky.
Disponuje plynulou znalostí angličtiny a základní znalostí ruštiny. Je ženatý, má dva dospělé syny. Sám sebe označuje za člověka věřícího v Boha.